# Anna-Alicia Sklias
Anna-Alicia Sklias (Den Haag, 23 december 1986) is een Nederlandse presentatrice en danseres. Ze is bekend geworden door haar deelname in So You Think You Can Dance van 2011, waarbij ze tweede werd.

## Biografie
Sklias begon op driejarige leeftijd met dansen. Ze doorliep het vwo en deed dans aan het Koninklijk Conservatorium (Den Haag).  Daarna liep ze stage bij Het Internationaal Danstheater in Amsterdam en haalde ze haar HBO/Bachelor Dans diploma. Na haar opleiding danste ze bij artiesten. In 2011 deed ze mee aan het tv-programma The Ultimate Dance Battle. Ze danste bij team Isabelle Beernaert en haar team won het programma. Datzelfde jaar deed ze ook mee aan So You Think You Can Dance waar ze de finale haalde, ze verloor uiteindelijk van Nina Plantefève-Castryck. Tevens was Sklias jurylid bij het Nickelodeon-programma Nick Battle en coach bij AVRO Junior Dance. Daarna volgde ze Tess Milne op als presentatrice van het MTV-programma Money Makers. Ze was deelnemer in Expeditie Robinson 2013, waar ze het tot de finale bracht.

## Televisie
| Jaar      | Productie                     | Rol                                      |
| --------- | ----------------------------- | ---------------------------------------- |
| 2011      | So You Think You Can Dance    | Kandidaat                                |
| 2011      | The Ultimate Dance Battle     | Kandidaat                                |
| 2013      | Because i am a girl knock-out | Presentator                              |
| 2013      | We Love 2 Shop Extra          | Presentator                              |
| 2013      | Expeditie Robinson            | Halvefinalist van het veertiende seizoen |
| 2013-2015 | Junior Dance                  | Jury                                     |
| 2014      | Sterren Springen              | Kandidaat                                |
| 2014      | Fort Boyard 2014              | Kandidaat                                |
| 2015      | De zomer voorbij              | gast                                     |